# Sébastien Buemi
Pour les articles homonymes, voir Buemi.
Sébastien Buemi, né le 31 octobre 1988 à Aigle dans le canton de Vaud en Suisse, est un pilote automobile suisse. Il effectue, en 2009, ses débuts en Formule 1 au sein de la Scuderia Toro Rosso. Avec deux points inscrits au Grand Prix automobile d'Australie 2009, il devient le quatrième plus jeune pilote à inscrire un point en championnat du monde de Formule 1.
En 2014, il remporte le championnat du monde d'endurance WEC en compagnie de Anthony Davidson avec Toyota Racing. Après six tentatives infructueuses, il gagne les 24 Heures du Mans en 2018 puis en 2019 et remporte un second titre de champion du monde. Il gagne une nouvelle fois au Mans en 2020 puis en 2022, avec Toyota Gazoo Racing.

## Biographie

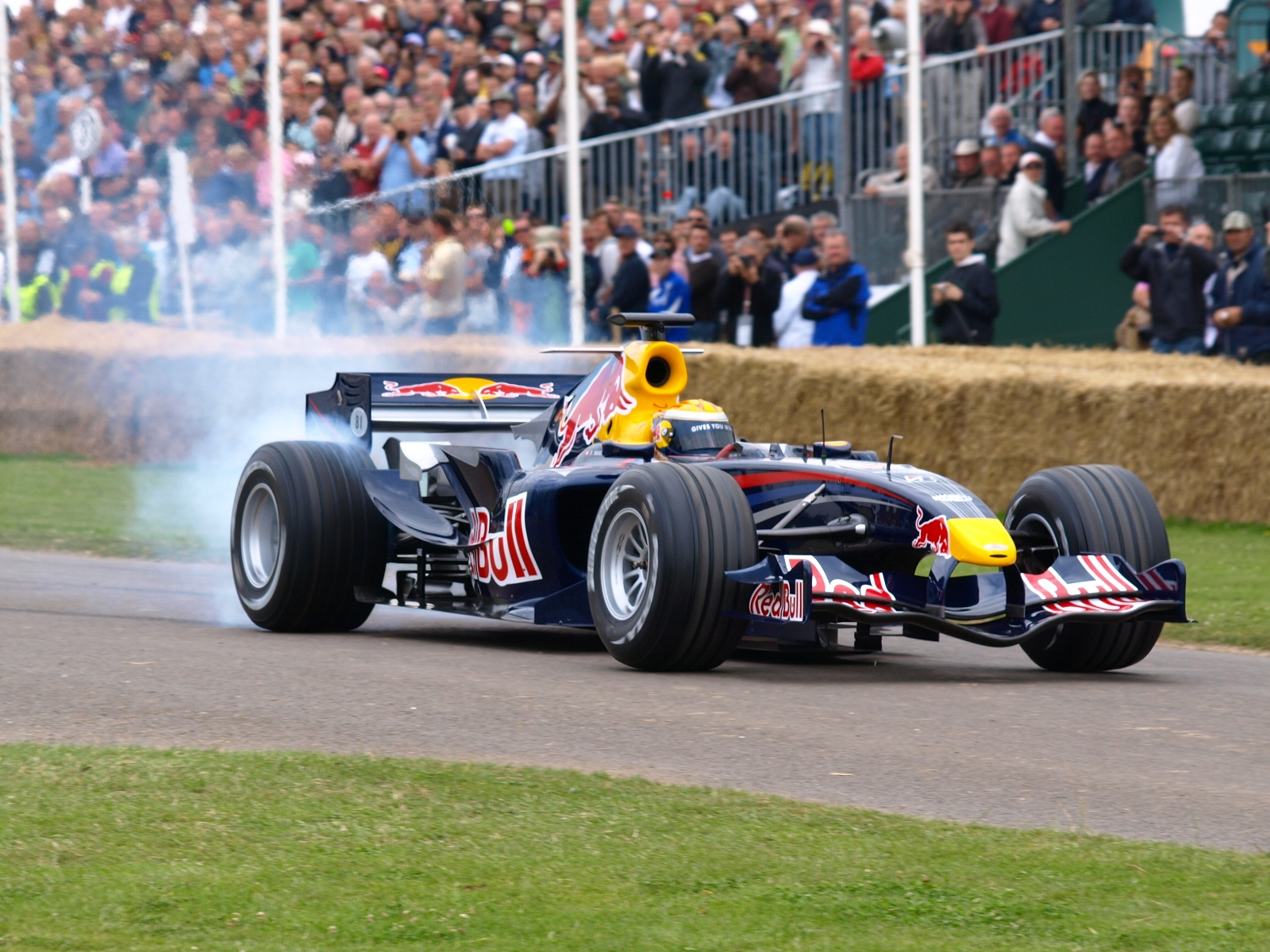
Sébastien Buemi en 2008 à Goodwood sur la Red Bull RB1.

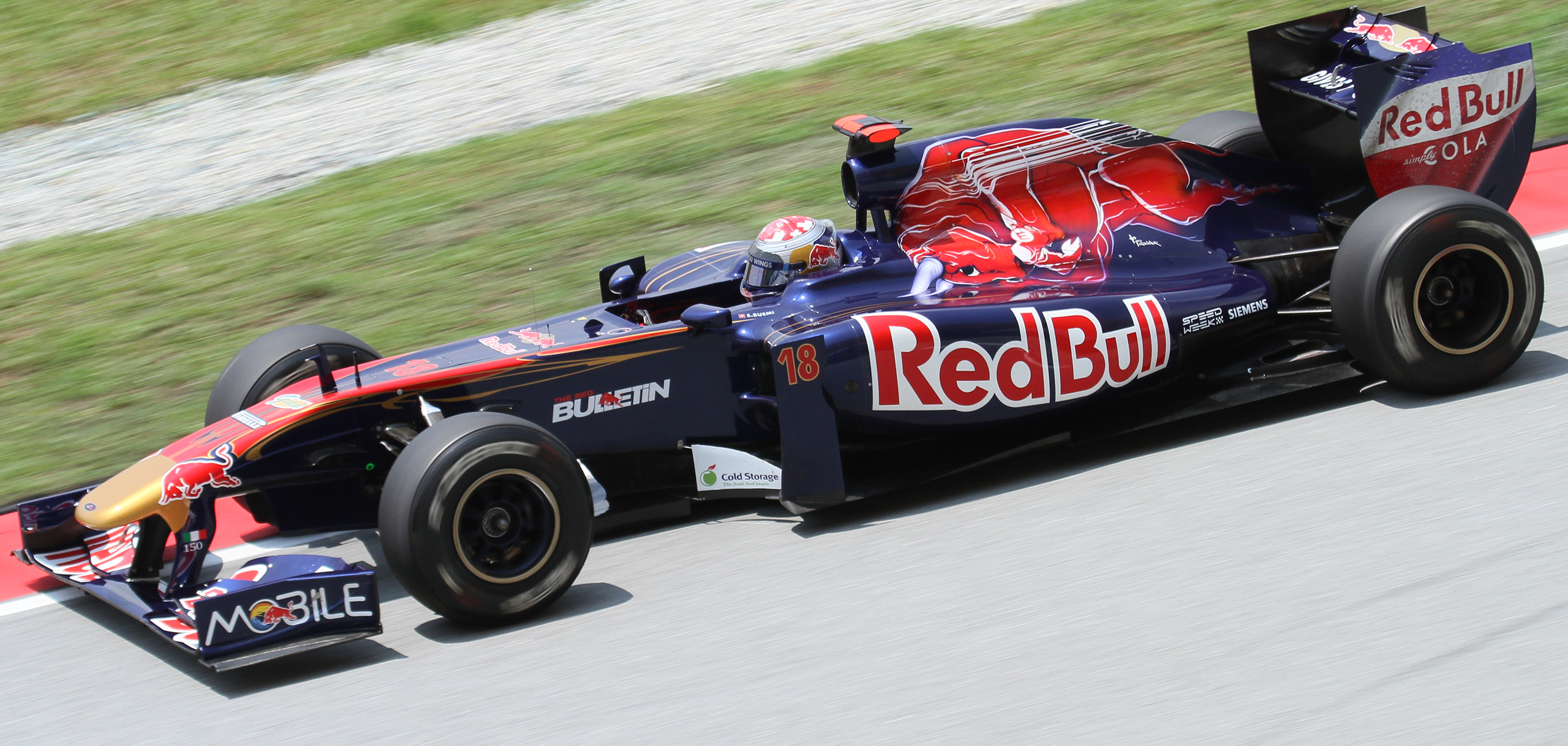
Sébastien Buemi au Grand Prix de Malaisie 2011

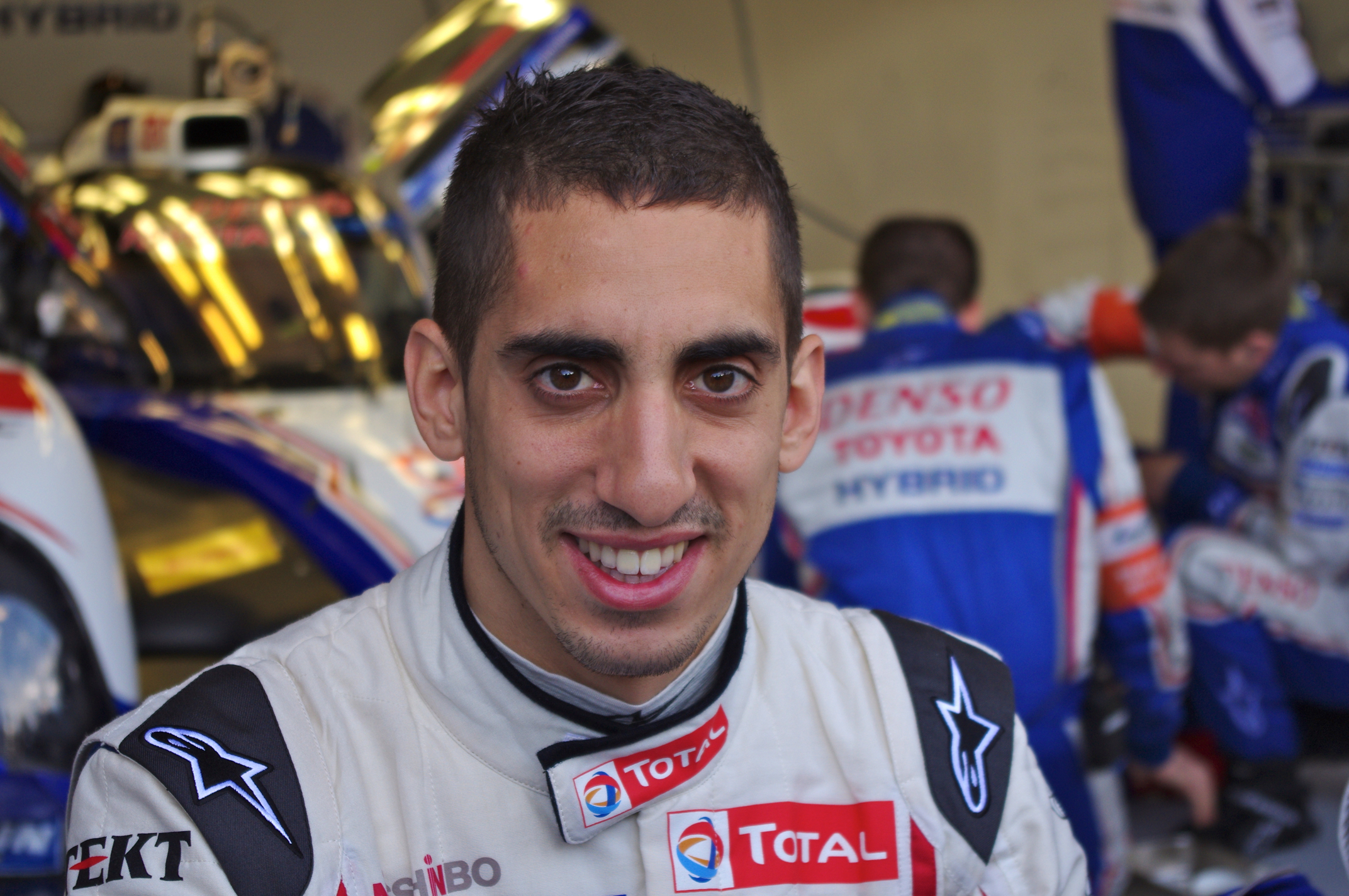
Sébastien Buemi en avril 2013, lors des 6 Heures de Silverstone, sous les couleurs de Toyota Motorsport GmbH.

Sébastien Buemi commence la compétition en 1994 par le karting et remporte, au fil des ans, plusieurs titres nationaux et internationaux. Présenté par la presse de son pays comme l'un des plus solides espoirs du sport automobile, il évolue toutefois dans l'ombre médiatique de sa cousine Natacha Gachnang. 
Il passe à la monoplace en 2004 en championnat d'Allemagne de Formule BMW où, troisième pour sa première saison, il se classe deuxième l'année suivante, lors de son incorporation à la filière Red Bull Junior Team. Avec le soutien financier de Red Bull, Buemi accède, en 2006, au championnat de Formule 3 Euro Series au sein de l'écurie Mücke Motorsport. Sa première saison en Formule 3 se solde par une douzième place. Au cours de l'hiver 2006-2007, il participe également à plusieurs manches du championnat A1 Grand Prix dans lequel il défend les couleurs de la Suisse. Redoublant en F3 Euro Series, il s'affirme en 2007 comme l'un des pilotes les plus brillants du plateau mais s'incline au championnat à l'issue d'un long duel face au pilote franco-suisse Romain Grosjean. Buemi est également placé par Red Bull dans l'écurie ART Grand Prix en GP2 Series où il remplace, à Monaco puis pour la deuxième moitié de saison, l'Allemand Michael Ammermüller, un autre protégé de Red Bull blessé puis licencié par l'équipe française. Pour sa première apparition dans la discipline, à Monaco, il se qualifie quatrième et termine septième ; il se montre plus discret lors des épreuves suivantes.
Fin 2007, ses bons résultats en Formule 3 lui valent d'effectuer ses premiers tours de roues en Formule 1 au volant d'une monoplace du Red Bull Racing puis d'être nommé pilote-essayeur de l'écurie. Parallèlement à ces tests, Buemi participe à sa première saison complète en GP2 Series, au sein de l'écurie Arden. Il termine deuxième du championnat hivernal GP2 Asia Series avec une victoire, à nouveau derrière Romain Grosjean. Dans la série principale, il termine sixième avec deux victoires lors des manches-sprints de Magny-Cours et du Hungaroring.
Tenu en haute estime par la direction de Red Bull, il accumule au cours de l'hiver 2008-2009 les séances d'essai au volant des monoplaces de la marque, les Red Bull-Renault ainsi que les Scuderia Toro Rosso-Ferrari, écurie dans laquelle il remplace Sebastian Vettel à partir de la saison 2009.
Il marque ses premiers points lors de son premier Grand Prix, en Australie le 29 mars 2009 puis, en Chine, se qualifie dixième avant de se classer huitième de la course sous une pluie battante. La suite de la saison est plus difficile car la monoplace n'est pas performante. Une grosse évolution technique en fin de saison lui permet de marquer à nouveau des points avec une septième place à Interlagos et une huitième à Abou Dhabi. En fin de saison, alors qu'il convoite un volant chez Toyota F1 Team, le retrait du constructeur japonais le conduit à prolonger chez Toro Rosso. Il termine sa première saison à la seizième place avec six points.
En 2010, il inscrit des points à quatre reprises dans la saison (Monaco, Canada, Europe et Japon), son meilleur résultat étant une huitième place au Canada où il mène le Grand Prix durant un tour. Il se classe seizième du championnat du monde, comme la saison précédente, en ayant inscrit 8 points. En 2011, il inscrit 15 points, entrant à sept reprises dans les points. Son meilleur résultat est une huitième place en Australie et en Hongrie. Après dix-huit épreuves, quinzième du championnat, il perd son volant de titulaire à l'issue de la saison.
En 2012, il n'est plus que troisième pilote des écuries Red Bull Racing et Scuderia Toro Rosso, et le restera jusqu'en 2015,. Il s'engage en endurance, aux 24 Heures du Mans 2012 au sein de l'équipe officielle Toyota Motorsport GmbH au volant d'une Toyota TS030 Hybrid avec Anthony Davidson et Stéphane Sarrazin, des anciens pilotes de Formule 1. En 2013, il participe aux 24 Heures du Mans 2013 au volant de la même voiture officielle ; avec Davidson et Sarrazin, il se classe deuxième du classement général. Il renouvelle l'expérience aux 24 Heures du Mans 2014 où, au volant d'une Toyota TS040 Hybrid partagée avec Davidson et Nicolas Lapierre, il termine troisième du classement général. Il est également sacré champion du monde d'endurance la même année, avec Davidson.
En 2014-2015, il est titularisé au sein de l'équipe française e.dams, cofondée par Alain Prost et Jean-Paul Driot, qui participe à la première édition du championnat de Formule E FIA de monoplaces électriques ; son coéquipier est Nicolas Prost. Il est sacré vice-champion des Pilotes, avec trois victoires en onze courses, échouant à un point du titre, décroché par Nelson Angelo Piquet, mais remporte le titre Équipes.
À partir de 2015, Toyota connaît plus de difficultés car la TS040 est dominée par les Audi et les Porsche. Au Mans, Buemi et Davidson, rejoints par Kazuki Nakajima un autre ancien de la Formule 1, terminent huitièmes. En Formule E par contre, le Suisse enchaîne les succès avec six podiums en dix courses, dont trois victoires, ce qui lui permet d'obtenir le titre mondial, ainsi que celui de son écurie.
En 2016 seule la TS050 du trio Conway / Sarrazin / Kobayashi a le privilège de monter sur le podium, Buemi étant même déclassé aux 24 Heure du Mans pour ne pas avoir terminé le dernier tour de course dans le temps imparti. En Formule E, le Suisse se classe deuxième du championnat, derrière Lucas di Grassi, avec six victoires.
L'année suivante, alors qu'il brille davantage en endurance, Buemi perd de sa superbe en monoplace. Débutant la saison par une pige avec Rebellion Racing aux 24 heures de Daytona et aux 12 heures de Sebring (ou il termine huitième puis neuvièm), Buemi réédite le doublé de 2014 en remportant les deux premières manches du championnat WEC. Aidées par le retrait définitif d'Audi, les Toyota se disputent le titre avec Porsche et, avec cinq victoires contre quatre, Toyota se classe deuxième après une défaite au Mans ou le Suisse se classe sixième. En Formule E, il se classe quatrième avec aucune victoire.

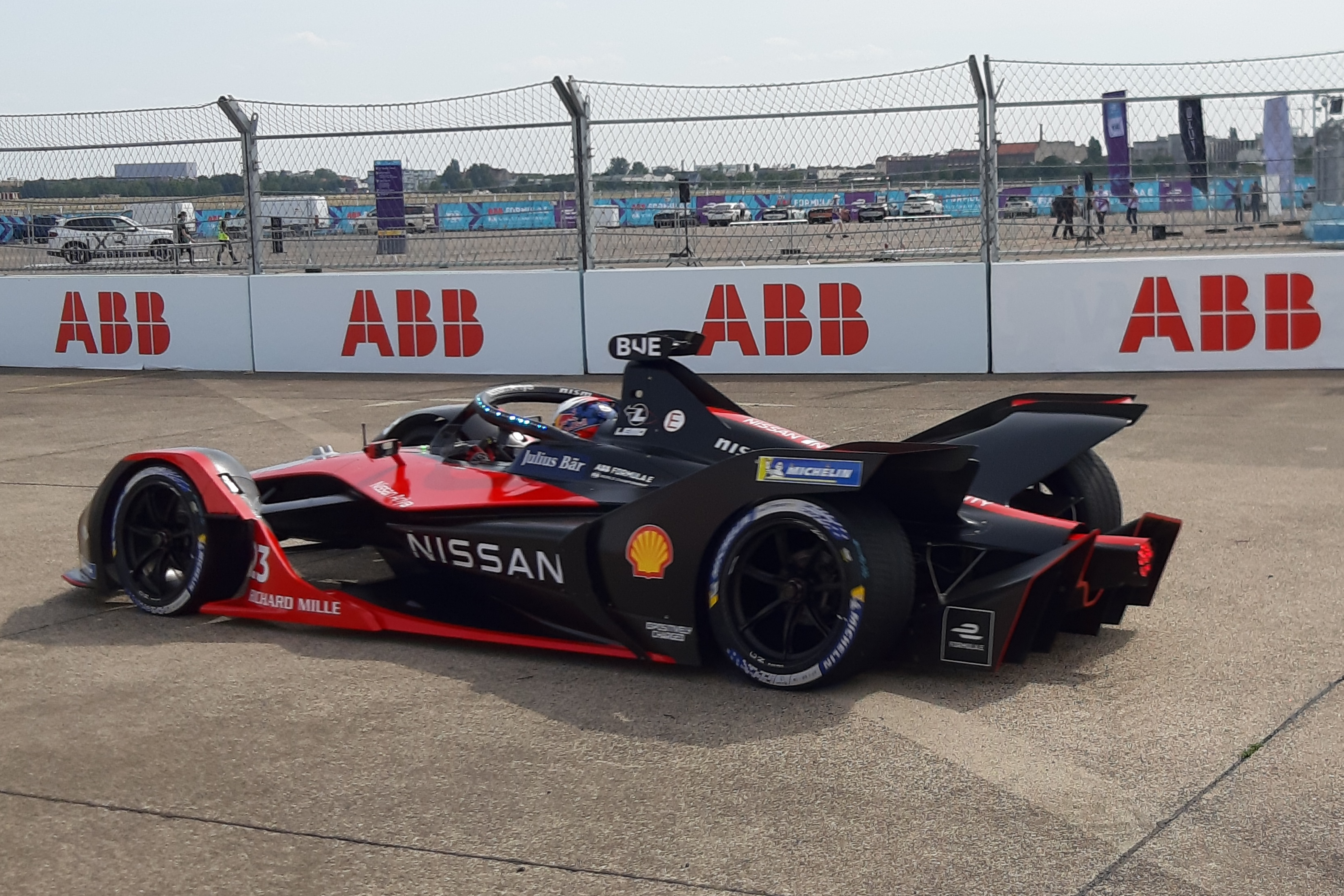
Buemi à Berlin en 2021.

En 2018 et 2019 Toyota n'a plus de véritable concurrents en WEC, tous les grands constructeurs s'étant retirés. Dans une « super-saison » destinée à décaler le calendrier pour les années à venir, où les 24 heures du Mans apparaissent deux fois, Davidson est remplacé par Fernando Alonso, double champion du monde de Formule 1. Buemi remporte cinq victoires dont les deux épreuves mancelles,. Toyota devient le deuxième constructeur japonais à gagner dans la Sarthe depuis Mazda avec la Mazda 787B en 1991. Le Suisse devient, pour la seconde fois de sa carrière, champion du monde d'Endurance. En Formule E, il dispute le titre à Jean-Éric Vergne, qui l'emporte.
En 2020, le championnat WEC se résume à une lutte fratricide entre les deux Toyota. Terminant sur tous les podiums, Buemi, accompagné de Nakajima et Brendon Hartley (qui remplace Alonso) s'octroient néanmoins pour la troisième fois consécutive les 24 heures du Mans. En Formule E, Buemi ne peut faire mieux que quatrième du championnat.
2021 est assez semblable à la saison précédente ; deuxième du championnat du monde d'endurance, il voit sa série de victoires aux 24 heures du Mans s'arrêter au profit de la voiture-sœur. En Formule E, devenue championnat du monde, son équipe n'affiche aucun bon résultat et Buemi termine vingt-et-unième sur 25.

## Vie privée
Sébastien Buemi a un temps résidé au Bahreïn (Il court également avec une licence de ce pays) et réside maintenant à Monaco. 
Sa cousine, Natacha Gachnang, est également pilote automobile. 
Le 9 février 2016, seulement quelques heures après être revenu de l'ePrix de Buenos-Aires, Sébastien et sa femme Jennifer accueillent leur premier enfant, un petit garçon prénommé Jules.

## Carrière
- 1994 : Début en karting

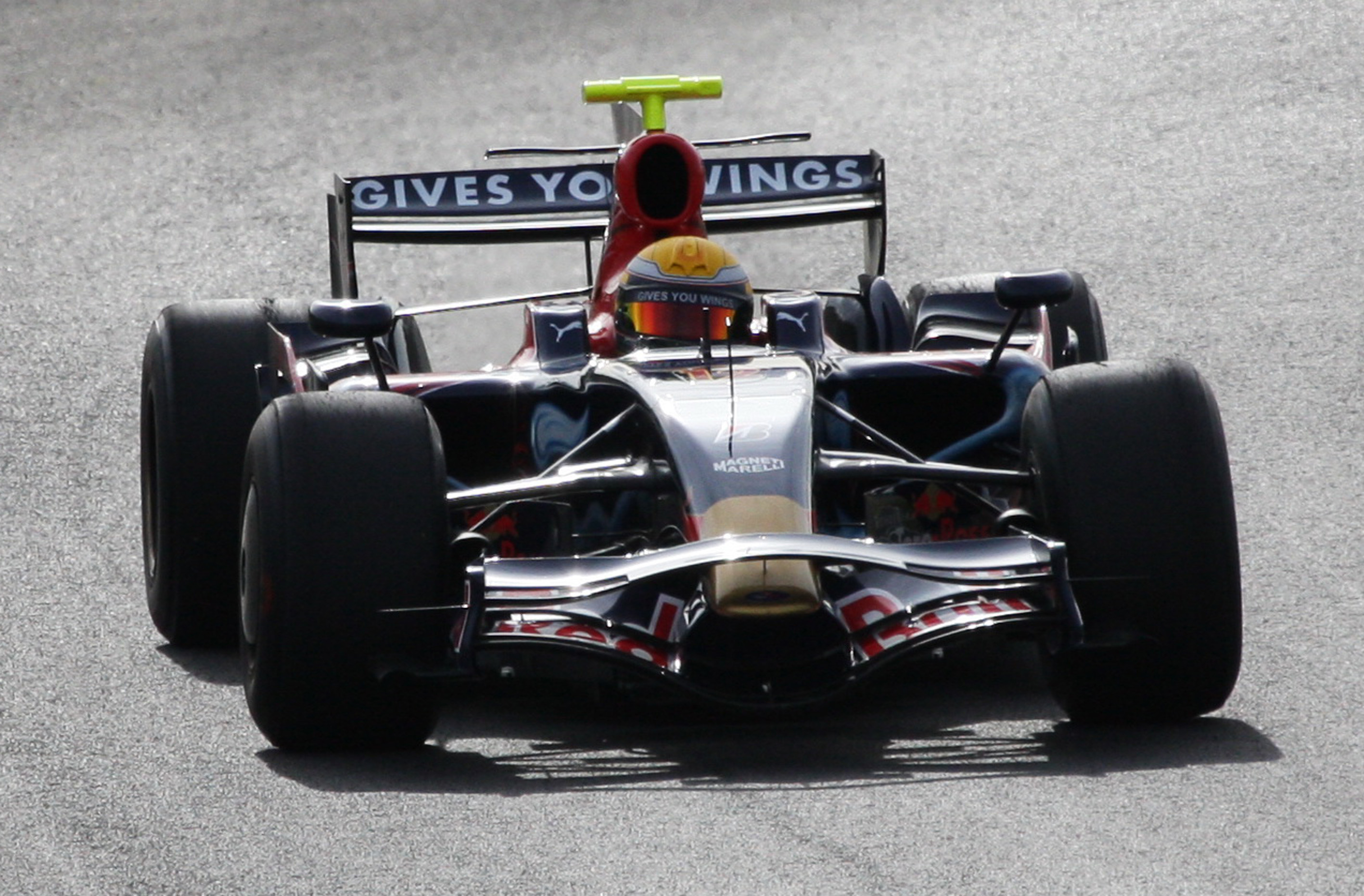
Buemi à Jerez en février 2009

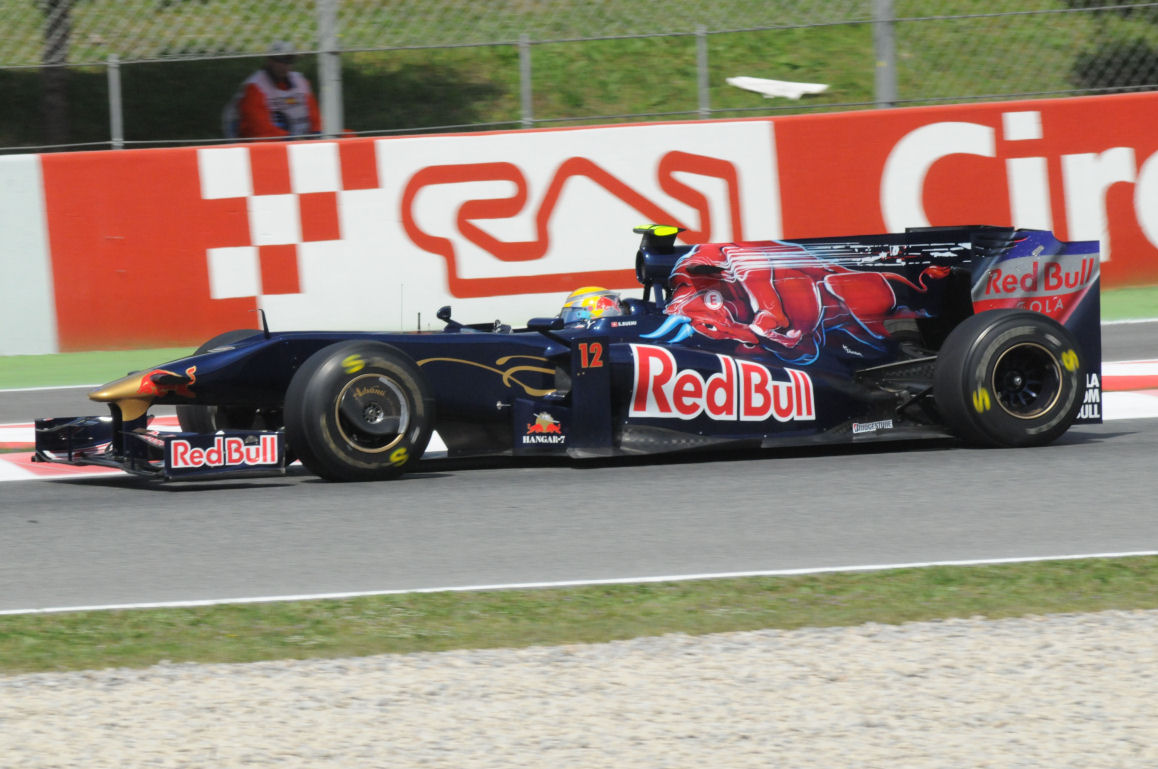
Buemi sur la Toro Rosso STR4, Grand Prix d'Espagne 2009

- 1997 : Championnat suisse de karting, 4 courses
- 1998 : Champion suisse Mini
- 1999 : Champion suisse Mini, champion KIA Cup mini 90, 16 manches, 15 victoires
- 2000 : Champion suisse Super Mini, KIA Cup catégorie Junior, 4 manches, 4 victoires
- 2001 : Vice-champion suisse Junior, champion Bridgestone Cup Junior
- 2002 : Champion suisse Junior, Open Masters Italia ICA Junior, vice-champion, champion d'Europe ICA junior
- 2003 : 1er Coupe des Constructeurs Sarno, champion Open Masters Italia, 1er championnat Europe Ouest Lyon, 4e de la finale du championnat d'Europe
- 2004 : Championnat BMW Adac, 3e du classement général
- 2005 : Championnat BMW Adac, 2e du classement général, 2e de la finale mondiale à Bahreïn
- 2006 : Championnat Formule 3 Euro Series, 12e du classement général
- 2007 : Championnat Formule 3 Euro Series, 2e du classement général - Championnat GP2 Series, 21e du classement général
  - 1er essai en Formule 1 avec Red Bull Racing, sur le circuit de Jerez.
- 2008 : Championnat GP2 Asie, 2e du classement général
  - Championnat GP2 Series, 6e du classement général
  - Pilote essayeur Formule 1 avec Red Bull Racing.
- 2009-2011 : Formule 1 avec Scuderia Toro Rosso
- 2012 : Formule 1 avec Red Bull Racing (3e pilote) et 24 Heures du Mans avec Toyota Racing
- 2013 : WEC avec Toyota Racing
- 2014 : Champion du monde d'endurance WEC en compagnie de Anthony Davidson avec Toyota Racing
- 2014-2015 : Vice-champion de Formule E avec e.dams
- 2015 : WEC avec Toyota Racing
- 2015-2016 : Champion de Formule E avec e.dams
- 2016 : WEC et 24 Heures du Mans avec Toyota Racing
- 2016-2017 : Formule E avec e.dams (2e du classement général)
- 2017 : WEC (2e du classement général) et 24 Heures du Mans (8e) avec Toyota Racing
- 2017-2018 : Formule E avec e.dams (4e du classement général)
- 2018 : Vainqueur aux 24 Heures du Mans avec Toyota Racing
- 2018-2019 : Formule E avec Nissan e.dams (2e du classement général) 
  - Champion du monde d'endurance WEC en compagnie de Kazuki Nakajima et Fernando Alonso avec Toyota Racing
- 2019 : Vainqueur des 24 Heures du Mans avec Toyota Racing
- 2019-2020 : Formule E avec Nissan e.dams (4e du classement général) 
  - WEC avec Toyota Racing (2e du classement général)
  - Vainqueur des 24 Heures du Mans avec Toyota Racing
- 2020-2021 : Formule E avec Nissan e.dams (21e)
  - WEC avec Toyota Racing (2e du classement général)
  - 24 Heures du Mans avec Toyota Racing (2e)
- 2022 : Vainqueur aux 24 Heures du Mans avec Toyota Racing
- 2023 : Deuxième aux 24 Heures du Mans avec Toyota Racing

## Résultats en championnat du monde de  Formule 1
| Saison | Écurie              | Châssis | Moteur     | Pneus       | GP disputés | Dans les points | Abandons | Points inscrits | Classement |
| ------ | ------------------- | ------- | ---------- | ----------- | ----------- | --------------- | -------- | --------------- | ---------- |
| 2009   | Scuderia Toro Rosso | STR4    | Ferrari V8 | Bridgestone | 17          | 4               | 7        | 6               | 16e        |
| 2010   | Scuderia Toro Rosso | STR5    | Ferrari V8 | Bridgestone | 19          | 4               | 6        | 8               | 16e        |
| 2011   | Scuderia Toro Rosso | STR6    | Ferrari V8 | Pirelli     | 19          | 7               | 5        | 15              | 15e        |

## Résultats en championnat du monde d'Endurance

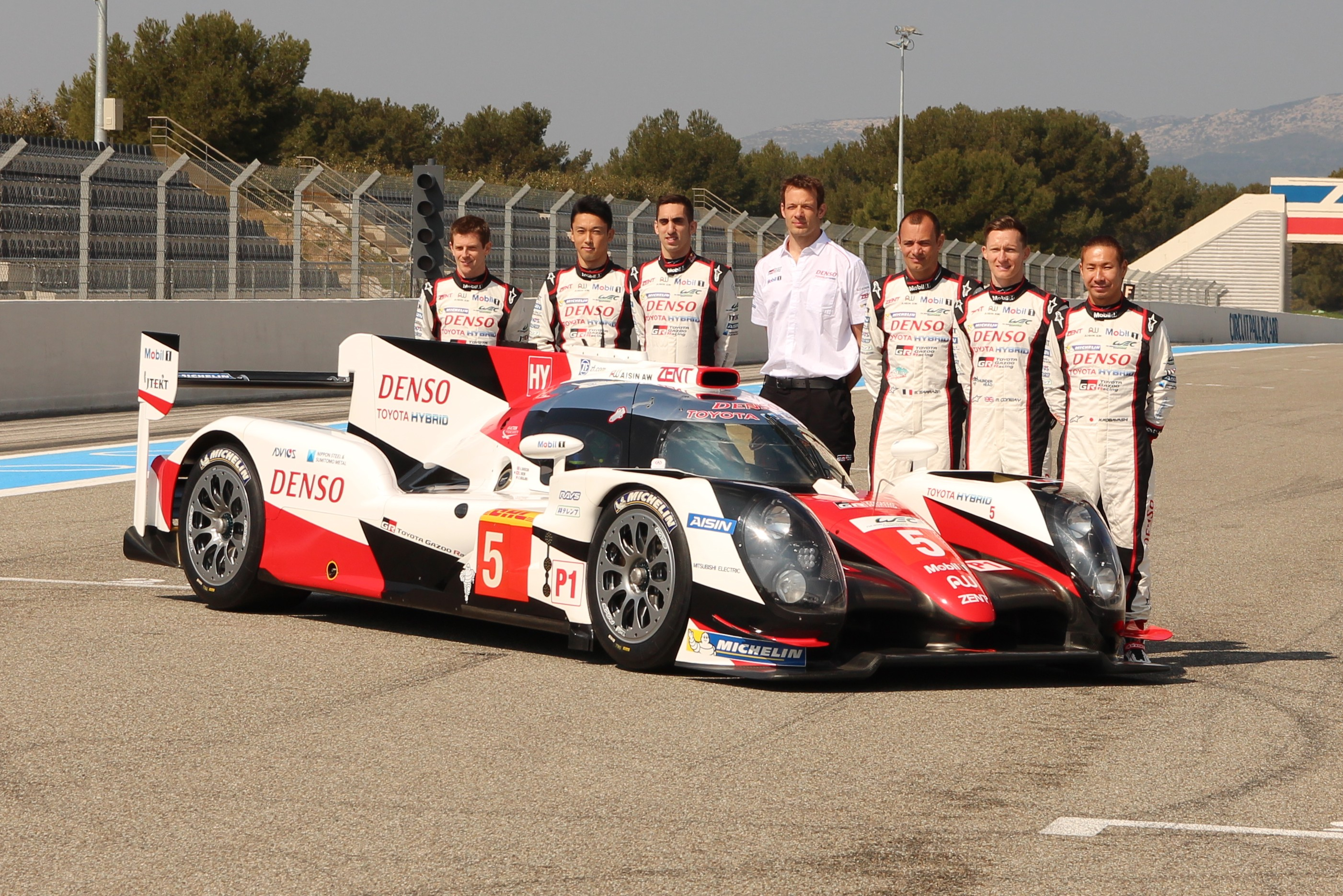
Présentation de la Toyota TS 050 avec Sébastien Buemi.

| Année   | Équipe              | Châssis             | Moteur                       | Pneus    | Courses | Victoires | Top 10 | Abandons | Points inscrits | Classement |
| ------- | ------------------- | ------------------- | ---------------------------- | -------- | ------- | --------- | ------ | -------- | --------------- | ---------- |
| 2013    | Toyota Racing       | Toyota TS030 Hybrid | Toyota 3,4 L V8 Hybrid       | Michelin | 8       | 0         | 5      | 2        | 106,25          | 3e         |
| 2014    | Toyota Racing       | Toyota TS040 Hybrid | Toyota 3,7 L V8 Hybrid       | Michelin | 8       | 1         | 7      | 0        | 166             | Champion   |
| 2015    | Toyota Racing       | Toyota TS040 Hybrid | Toyota 3,7 L V8 Hybrid       | Michelin | 8       | 4         | 8      | 0        | 79              | 5e         |
| 2016    | Toyota Gazoo Racing | Toyota TS050 Hybrid | Toyota 2,4 L Turbo V6 Hybrid | Michelin | 9       | 0         | 5      | 1        | 60              | 8e         |
| 2017    | Toyota Gazoo Racing | Toyota TS050 Hybrid | Toyota 2,4 L Turbo V6 Hybrid | Michelin | 9       | 5         | 9      | 0        | 183             | 2e         |
| 2018-19 | Toyota Gazoo Racing | Toyota TS050 Hybrid | Toyota 2,4 L Turbo V6 Hybrid | Michelin | 8       | 5         | 7      | 0        | 198             | Champion   |
| 2019-20 | Toyota Gazoo Racing | Toyota TS050 Hybrid | Toyota 2,4 L Turbo V6 Hybrid | Michelin | 8       | 2         | 8      | 0        | 202             | 2e         |
| 2021    | Toyota Gazoo Racing | Toyota GR010 Hybrid | Toyota 3,5 L Turbo V6 Hybrid | Michelin | 6       | 3         | 6      | 0        | 168             | 2e         |
| 2022    | Toyota Gazoo Racing | Toyota GR010 Hybrid | Toyota 3,5 L Turbo V6 Hybrid | Michelin | 6       | 2         | 2      | 1        | 149             | Champion   |
| 2023    | Toyota Gazoo Racing | Toyota GR010 Hybrid | Toyota 3,5 L Turbo V6 Hybrid | Michelin | 7       | 2         | 7      | 0        | 172             | Champion   |
| 2024    | Toyota Gazoo Racing | Toyota GR010 Hybrid | Toyota 3,5 L Turbo V6 Hybrid | Michelin | 8       | 0         | 3      | 0        | 24              | 8e         |

## Résultats aux 24 Heures du Mans
| Année | Classe   | no | Pneumatiques | Véhicule                                                  | Écuries             | Équipiers                          | Tours | Pos.       | Classe Pos. |
| ----- | -------- | -- | ------------ | --------------------------------------------------------- | ------------------- | ---------------------------------- | ----- | ---------- | ----------- |
| 2012  | LMP1     | 8  | M            | Toyota TS030 Hybrid Toyota 3.4L V8 atmosphérique (Hybrid) | Toyota Racing       | Anthony Davidson Stéphane Sarrazin | 82    | Abd.       | Abd.        |
| 2013  | LMP1     | 8  | M            | Toyota TS030 Hybrid Toyota 3.4L V8 atmosphérique (Hybrid) | Toyota Racing       | Anthony Davidson Stéphane Sarrazin | 342   | 2e         | 2e          |
| 2014  | LMP1-H   | 8  | M            | Toyota TS040 Hybrid Toyota 3.7L V8 atmosphérique (Hybrid) | Toyota Racing       | Anthony Davidson Nicolas Lapierre  | 360   | 3e         | 3e          |
| 2015  | LMP1     | 1  | M            | Toyota TS040 Hybrid Toyota 3.7L V8 atmosphérique (Hybrid) | Toyota Gazoo Racing | Anthony Davidson Kazuki Nakajima   | 386   | 8e         | 8e          |
| 2016  | LMP1     | 5  | M            | Toyota TS050 Hybrid Toyota 2.4L Bi-Turbo V6 (Hybrid)      | Toyota Gazoo Racing | Anthony Davidson Kazuki Nakajima   | 384   | Non classé | Non classé  |
| 2017  | LMP1     | 8  | M            | Toyota TS050 Hybrid Toyota 2.4L Bi-Turbo V6 (Hybrid)      | Toyota Gazoo Racing | Anthony Davidson Kazuki Nakajima   | 358   | 8e         | 2e          |
| 2018  | LMP1     | 8  | M            | Toyota TS050 Hybrid Toyota 2.4L Bi-Turbo V6 (Hybrid)      | Toyota Gazoo Racing | Fernando Alonso Kazuki Nakajima    | 388   | Vainqueur  | Vainqueur   |
| 2019  | LMP1     | 8  | M            | Toyota TS050 Hybrid Toyota 2.4L Bi-Turbo V6 (Hybrid)      | Toyota Gazoo Racing | Fernando Alonso Kazuki Nakajima    | 385   | Vainqueur  | Vainqueur   |
| 2020  | LMP1     | 8  | M            | Toyota TS050 Hybrid Toyota 2.4L Bi-Turbo V6 (Hybrid)      | Toyota Gazoo Racing | Brendon Hartley Kazuki Nakajima    | 387   | Vainqueur  | Vainqueur   |
| 2021  | Hypercar | 8  | M            | Toyota GR010 Hybrid Toyota 3.5L V6 Bi-Turbo (Hybrid)      | Toyota Gazoo Racing | Brendon Hartley Kazuki Nakajima    | 369   | 2e         | 2e          |
| 2022  | Hypercar | 8  | M            | Toyota GR010 Hybrid Toyota 3.5L V6 Bi-Turbo (Hybrid)      | Toyota Gazoo Racing | Brendon Hartley Ryō Hirakawa       | 380   | Vainqueur  | Vainqueur   |
| 2023  | Hypercar | 8  | M            | Toyota GR010 Hybrid Toyota 3.5L V6 Bi-Turbo (Hybrid)      | Toyota Gazoo Racing | Brendon Hartley Ryō Hirakawa       | 342   | 2e         | 2e          |
| 2024  | Hypercar | 8  | M            | Toyota GR010 Hybrid Toyota 3.5L V6 Bi-Turbo (Hybrid)      | Toyota Gazoo Racing | Brendon Hartley Ryō Hirakawa       | 311   | 5e         | 5e          |

## Résultats en Formule E
| Années    | Équipes        | Voitures              | Victoires | Points inscrits | Classement |
| --------- | -------------- | --------------------- | --------- | --------------- | ---------- |
| 2014-2015 | e-dams Renault | Spark-Renault SRT 01E | 3         | 143             | 2e         |
| 2015-2016 | Renault e-dams | Spark-Renault Z.E 15  | 3         | 155             | Champion   |
| 2016-2017 | Renault e-dams | Spark-Renault Z.E 16  | 6         | 157             | 2e         |
| 2017-2018 | Renault e-dams | Spark-Renault Z.E 17  | 0         | 125             | 4e         |
| 2018-2019 | Nissan e-dams  | Spark SRT 05E         | 1         | 119             | 2e         |
| 2019-2020 | Nissan e-dams  | Spark SRT 05E         | 0         | 84              | 4e         |
| 2020-2021 | Nissan e-dams  | Spark SRT 05E         | 0         | 20              | 21e        |